# 2014년 FIFA 월드컵 일정
다음은 2014년 FIFA 월드컵 경기 일정 목록이다.
모든 시간은 현지 시각(UTC-3) 기준이다.
| 날짜            | 시각               | 경기장                 | 라운드             | 경기               | 팀1                   | 결과               | 팀2                   |
| --------------- | ------------------ | ---------------------- | ------------------ | ------------------ | --------------------- | ------------------ | --------------------- |
| 목요일 6월 12일 | 15:15              | 아레나 코린치앙스      | 개막식             | 개막식             | 개막식                | 개막식             | 개막식                |
| 목요일 6월 12일 | 조별 리그 1차전    |                        |                    |                    |                       |                    |                       |
| 목요일 6월 12일 | 17:00              | 아레나 코린치앙스      | A조                | 1                  | 브라질                | 3-1                | 크로아티아            |
| 금요일 6월 13일 | 13:00              | 아레나 다스 두나스     | A조                | 2                  | 멕시코                | 1-0                | 카메룬                |
| 금요일 6월 13일 | 16:00              | 아레나 폰치 노바       | B조                | 3                  | 스페인                | 1-5                | 네덜란드              |
| 금요일 6월 13일 | 19:00              | 아레나 판타나우        | B조                | 4                  | 칠레                  | 3-1                | 오스트레일리아        |
| 토요일 6월 14일 | 13:00              | 미네이랑               | C조                | 5                  | 콜롬비아              | 3-0                | 그리스                |
| 토요일 6월 14일 | 22:00              | 아레나 페르남부쿠      | C조                | 6                  | 코트디부아르          | 2-1                | 일본                  |
| 토요일 6월 14일 | 16:00              | 카스텔랑               | D조                | 7                  | 우루과이              | 1-3                | 코스타리카            |
| 토요일 6월 14일 | 19:00              | 아레나 아마조니아      | D조                | 8                  | 잉글랜드              | 1-2                | 이탈리아              |
| 일요일 6월 15일 | 13:00              | 이스타지우 마네 가힌샤 | E조                | 9                  | 스위스                | 2-1                | 에콰도르              |
| 일요일 6월 15일 | 16:00              | 이스타지우 베이라-히우 | E조                | 10                 | 프랑스                | 3-0                | 온두라스              |
| 일요일 6월 15일 | 19:00              | 이스타지우 두 마라카낭 | F조                | 11                 | 아르헨티나            | 2-1                | 보스니아 헤르체고비나 |
| 월요일 6월 16일 | 16:00              | 아레나 다 바이샤다     | F조                | 12                 | 이란                  | 0-0                | 나이지리아            |
| 월요일 6월 16일 | 13:00              | 아레나 폰치 노바       | G조                | 13                 | 독일                  | 4-0                | 포르투갈              |
| 월요일 6월 16일 | 19:00              | 아레나 다스 두나스     | G조                | 14                 | 가나                  | 1-2                | 미국                  |
| 화요일 6월 17일 | 13:00              | 미네이랑               | H조                | 15                 | 벨기에                | 2-1                | 알제리                |
| 화요일 6월 17일 | 19:00              | 아레나 판타나우        | H조                | 16                 | 러시아                | 1-1                | 대한민국              |
| 화요일 6월 17일 | 조별 리그 2차전    |                        |                    |                    |                       |                    |                       |
| 화요일 6월 17일 | 16:00              | 카스텔랑               | A조                | 17                 | 브라질                | 0-0                | 멕시코                |
| 수요일 6월 18일 | 19:00              | 아레나 아마조니아      | A조                | 18                 | 카메룬                | 0-4                | 크로아티아            |
| 수요일 6월 18일 | 16:00              | 이스타지우 두 마라카낭 | B조                | 19                 | 스페인                | 0-2                | 칠레                  |
| 수요일 6월 18일 | 13:00              | 이스타지우 베이라-히우 | B조                | 20                 | 오스트레일리아        | 2-3                | 네덜란드              |
| 목요일 6월 19일 | 13:00              | 이스타지우 마네 가힌샤 | C조                | 21                 | 콜롬비아              | 2-1                | 코트디부아르          |
| 목요일 6월 19일 | 19:00              | 아레나 다스 두나스     | C조                | 22                 | 일본                  | 0-0                | 그리스                |
| 목요일 6월 19일 | 16:00              | 아레나 코린치앙스      | D조                | 23                 | 우루과이              | 2-1                | 잉글랜드              |
| 금요일 6월 20일 | 13:00              | 아레나 페르남부쿠      | D조                | 24                 | 이탈리아              | 0-1                | 코스타리카            |
| 금요일 6월 20일 | 16:00              | 아레나 폰치 노바       | E조                | 25                 | 스위스                | 2-5                | 프랑스                |
| 금요일 6월 20일 | 19:00              | 아레나 다 바이샤다     | E조                | 26                 | 온두라스              | 1-2                | 에콰도르              |
| 토요일 6월 21일 | 13:00              | 미네이랑               | F조                | 27                 | 아르헨티나            | 1-0                | 이란                  |
| 토요일 6월 21일 | 19:00              | 아레나 판타나우        | F조                | 28                 | 나이지리아            | 1-0                | 보스니아 헤르체고비나 |
| 토요일 6월 21일 | 16:00              | 카스텔랑               | G조                | 29                 | 독일                  | 2-2                | 가나                  |
| 일요일 6월 22일 | 19:00              | 아레나 아마조니아      | G조                | 30                 | 미국                  | 2-2                | 포르투갈              |
| 일요일 6월 22일 | 13:00              | 이스타지우 두 마라카낭 | H조                | 31                 | 벨기에                | 1-0                | 러시아                |
| 일요일 6월 22일 | 16:00              | 이스타지우 베이라-히우 | H조                | 32                 | 대한민국              | 2-4                | 알제리                |
| 월요일 6월 23일 | 조별 리그 3차전    | 조별 리그 3차전        | 조별 리그 3차전    | 조별 리그 3차전    | 조별 리그 3차전       | 조별 리그 3차전    | 조별 리그 3차전       |
| 월요일 6월 23일 | 17:00              | 이스타지우 마네 가힌샤 | A조                | 33                 | 카메룬                | 1-4                | 브라질                |
| 월요일 6월 23일 | 17:00              | 아레나 페르남부쿠      | A조                | 34                 | 크로아티아            | 1-3                | 멕시코                |
| 월요일 6월 23일 | 13:00              | 아레나 다 바이샤다     | B조                | 35                 | 오스트레일리아        | 0-3                | 스페인                |
| 월요일 6월 23일 | 13:00              | 아레나 코린치앙스      | B조                | 36                 | 네덜란드              | 2-0                | 칠레                  |
| 화요일 6월 24일 | 17:00              | 아레나 판타나우        | C조                | 37                 | 일본                  | 1-4                | 콜롬비아              |
| 화요일 6월 24일 | 17:00              | 카스텔랑               | C조                | 38                 | 그리스                | 2-1                | 코트디부아르          |
| 화요일 6월 24일 | 13:00              | 아레나 다스 두나스     | D조                | 39                 | 이탈리아              | 0-1                | 우루과이              |
| 화요일 6월 24일 | 13:00              | 미네이랑               | D조                | 40                 | 코스타리카            | 0-0                | 잉글랜드              |
| 수요일 6월 25일 | 17:00              | 아레나 아마조니아      | E조                | 41                 | 온두라스              | 0-3                | 스위스                |
| 수요일 6월 25일 | 17:00              | 이스타지우 두 마라카낭 | E조                | 42                 | 에콰도르              | 0-0                | 프랑스                |
| 수요일 6월 25일 | 13:00              | 이스타지우 베이라-히우 | F조                | 43                 | 나이지리아            | 2-3                | 아르헨티나            |
| 수요일 6월 25일 | 13:00              | 아레나 폰치 노바       | F조                | 44                 | 보스니아 헤르체고비나 | 3-1                | 이란                  |
| 목요일 6월 26일 | 13:00              | 아레나 페르남부쿠      | G조                | 45                 | 미국                  | 0-1                | 독일                  |
| 목요일 6월 26일 | 13:00              | 이스타지우 마네 가힌샤 | G조                | 46                 | 포르투갈              | 2-1                | 가나                  |
| 목요일 6월 26일 | 17:00              | 아레나 코린치앙스      | H조                | 47                 | 대한민국              | 0-1                | 벨기에                |
| 목요일 6월 26일 | 17:00              | 아레나 다 바이샤다     | H조                | 48                 | 알제리                | 1-1                | 러시아                |
| 금요일 6월 27일 | 휴식일             | 휴식일                 | 휴식일             | 휴식일             | 휴식일                | 휴식일             | 휴식일                |
| 토요일 6월 28일 | 결선 토너먼트 경기 | 결선 토너먼트 경기     | 결선 토너먼트 경기 | 결선 토너먼트 경기 | 결선 토너먼트 경기    | 결선 토너먼트 경기 | 결선 토너먼트 경기    |
| 토요일 6월 28일 | 13:00              | 미네이랑               | 16강전             | 49                 | 브라질                | 1-1 (연) (3-2 승)  | 칠레                  |
| 토요일 6월 28일 | 17:00              | 이스타지우 두 마라카낭 | 16강전             | 50                 | 콜롬비아              | 2-0                | 우루과이              |
| 일요일 6월 29일 | 13:00              | 카스텔랑               | 16강전             | 51                 | 네덜란드              | 2-1                | 멕시코                |
| 일요일 6월 29일 | 17:00              | 아레나 페르남부쿠      | 16강전             | 52                 | 코스타리카            | 1-1 (연) (5-3 승)  | 그리스                |
| 월요일 6월 30일 | 13:00              | 이스타지우 마네 가힌샤 | 16강전             | 53                 | 프랑스                | 2-0                | 나이지리아            |
| 월요일 6월 30일 | 17:00              | 이스타지우 베이라-히우 | 16강전             | 54                 | 독일                  | 2-1 (연)           | 알제리                |
| 화요일 7월 1일  | 13:00              | 아레나 코린치앙스      | 16강전             | 55                 | 아르헨티나            | 1-0 (연)           | 스위스                |
| 화요일 7월 1일  | 17:00              | 아레나 폰치 노바       | 16강전             | 56                 | 벨기에                | 2-1 (연)           | 미국                  |
| 수요일 7월 2일  | 휴식일             | 휴식일                 | 휴식일             | 휴식일             | 휴식일                | 휴식일             | 휴식일                |
| 목요일 7월 3일  | 휴식일             | 휴식일                 | 휴식일             | 휴식일             | 휴식일                | 휴식일             | 휴식일                |
| 금요일 7월 4일  | 17:00              | 카스텔랑               | 8강전              | 57                 | 브라질                | 2-1                | 콜롬비아              |
| 금요일 7월 4일  | 13:00              | 이스타지우 두 마라카낭 | 8강전              | 58                 | 프랑스                | 0-1                | 독일                  |
| 토요일 7월 5일  | 17:00              | 아레나 폰치 노바       | 8강전              | 59                 | 네덜란드              | 0-0 (연) (4-3 승)  | 코스타리카            |
| 토요일 7월 5일  | 13:00              | 이스타지우 마네 가힌샤 | 8강전              | 60                 | 아르헨티나            | 1-0                | 벨기에                |
| 일요일 7월 6일  | 휴식일             | 휴식일                 | 휴식일             | 휴식일             | 휴식일                | 휴식일             | 휴식일                |
| 월요일 7월 7일  | 휴식일             | 휴식일                 | 휴식일             | 휴식일             | 휴식일                | 휴식일             | 휴식일                |
| 화요일 7월 8일  | 17:00              | 미네이랑               | 준결승전           | 61                 | 브라질                | 1-7                | 독일                  |
| 수요일 7월 9일  | 17:00              | 아레나 코린치앙스      | 준결승전           | 62                 | 네덜란드              | 0-0 (연) (2-4 승)  | 아르헨티나            |
| 목요일 7월 10일 | 휴식일             | 휴식일                 | 휴식일             | 휴식일             | 휴식일                | 휴식일             | 휴식일                |
| 금요일 7월 11일 | 휴식일             | 휴식일                 | 휴식일             | 휴식일             | 휴식일                | 휴식일             | 휴식일                |
| 토요일 7월 12일 | 17:00              | 이스타지우 마네 가힌샤 | 3위 결정전         | 63                 | 브라질                | 0-3                | 네덜란드              |
| 일요일 7월 13일 | 14:20              | 이스타지우 두 마라카낭 | 폐막식             | 폐막식             | 폐막식                | 폐막식             | 폐막식                |
| 일요일 7월 13일 | 16:00              | 이스타지우 두 마라카낭 | 결승전             | 64                 | 독일                  | 1-0 (연)           | 아르헨티나            |

## 참고
1. ↑  “Match schedule at FIFA.com (PDF)” (PDF). 2015년 9월 24일에 원본 문서 (PDF)에서 보존된 문서. 2016년 5월 27일에 확인함.
2. ↑  “Match schedule at FIFA.com”. 2019년 5월 17일에 원본 문서에서 보존된 문서. 2016년 5월 27일에 확인함.
3. ↑  “Thirty days and counting to the Opening Ceremony”. FIFA. 2014년 5월 13일. 2018년 4월 8일에 원본 문서에서 보존된 문서. 2014년 6월 12일에 확인함.
4. ↑  “Closing ceremony to celebrate Brazil 2014 in style”. FIFA. 2014년 7월 12일. 2017년 6월 25일에 원본 문서에서 보존된 문서. 2014년 7월 13일에 확인함.